# Moisej Ginzburg

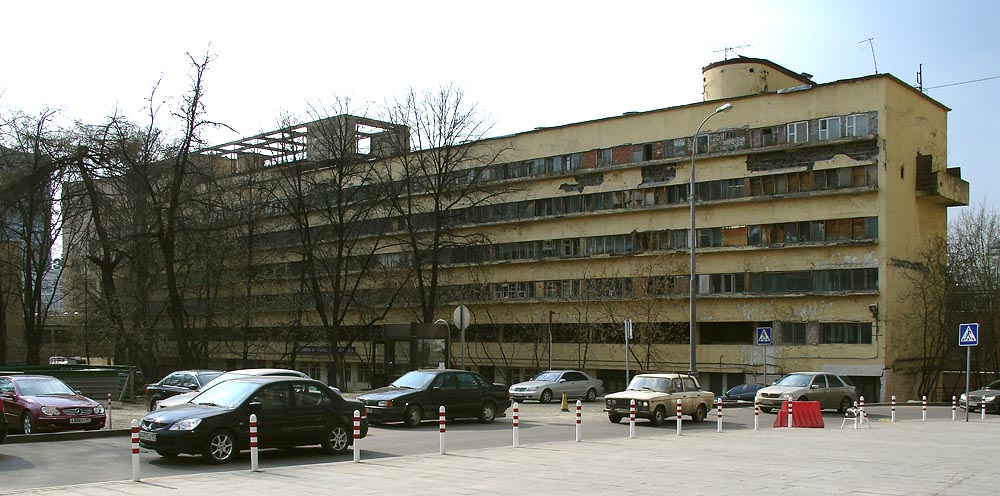
Dom Narkomfin 2007.

Moisej Jakovlevitj Ginzburg (på ryska: Моисей Яковлевич Гинзбург), född 4 juni 1892 i Minsk, död 7 januari 1946 i Moskva, var en inflytelserik sovjetisk arkitekt inom konstruktivismen. 
Ginzburg föddes i en välbärgad familj med arkitekttradition. Efter arkitektutbildning i Milano och Riga började han 1921 på den statsägda konst- och teknikakademin VChUTEMAS i Moskva. Där mötte han andra unga arkitekter och tillsammans utvecklade de idéer kring konstruktivismen inom arkitekturen, vilken var starkt idealistisk och förankrad i den kommunistiska läran. Ömsesidig inspiration kom också från den samtida fransk-schweiziske arkitekten Le Corbusier.
i slutet av 1920-talet och början av 1930-talet fick Ginzburg många statliga uppdrag till bostads- och industriprojekt. Hans mest kända verk är troligen bostadskomplexet Dom Narkomfin från 1935. Uppdraget till denna byggnad kom från det sovjetiska finansdepartementet, som behövde lägenheter till sina anställda. Av många anses denna byggnad som en föregångare till Le Corbusiers kända byggnadstyp Unité d'Habitation från det sena 1940-talet. Idag är Dom Narkomfin i mycket dåligt skick och finns på Unescos lista över hotade kulturarv.
Som så många andra konstruktivister förlorade Ginzburg sitt arbete vid den sovjetiska staten 1932, då en stor omorganisation och rationalisering av byggandet ägde rum. I och med detta flyttade han från Moskva till Krim där han fortsatte med stadsplaner, hotell och fritidshus. Dessutom publicerade han ett flertal arkitekturböcker fram till sin död 1946.